# Illes Gravina
Les illes Gravina és un subgrup d'illes que formen part de l'Arxipèlag Alexander, al sud-est d'Alaska. Estan delimitades per l'estret de Clarence, a l'oest, i el canal de Revillagigedo, a l'est.
Les illes més grans del grup són Gravina, Annette, Duke i Mary. La major part de les illes formen part del Bosc Nacional Tongass.
L'explorador espanyol Jacinto Caamaño va batejar aquest grup d'illes el 1792 en honor de l'almirall Federico Carlo Gravina y Nápoli.